# 小松島赤十字看護専門学校
小松島赤十字看護専門学校（こまつしませきじゅうじかんごせんもんがっこう）は、徳島県小松島市中田町に置かれていた日本赤十字社（徳島赤十字病院）が運営していた専修学校。1952年（昭和27年）4月に開校し、2002年（平成14年）3月に閉校した。

## 沿革
- 1952年（昭和27年）4月 - 小松島赤十字病院（現:徳島赤十字病院）に徳島県立高等看護学校を併設し看護婦の養成を開始。
- 1954年（昭和29年）4月 - 徳島県立高等看護学校が日本赤十字社徳島県支部に移管され小松島赤十字高等看護学院となる。
- 1976年（昭和51年）4月 - 小松島赤十字高等看護学院が小松島赤十字看護専門学校と改称。
- 1982年（昭和58年） 10月- 小松島赤十字看護専門学校創立30周年記念式典挙行。
- 2002年（平成14年）3月 - 閉校。

## 学科
閉校時のものを挙げる。
- 専門課程 看護学科 3年課程

## 所在地
- 〒773-0015 徳島県小松島市中田町新開28-1